# Руків'я зведення

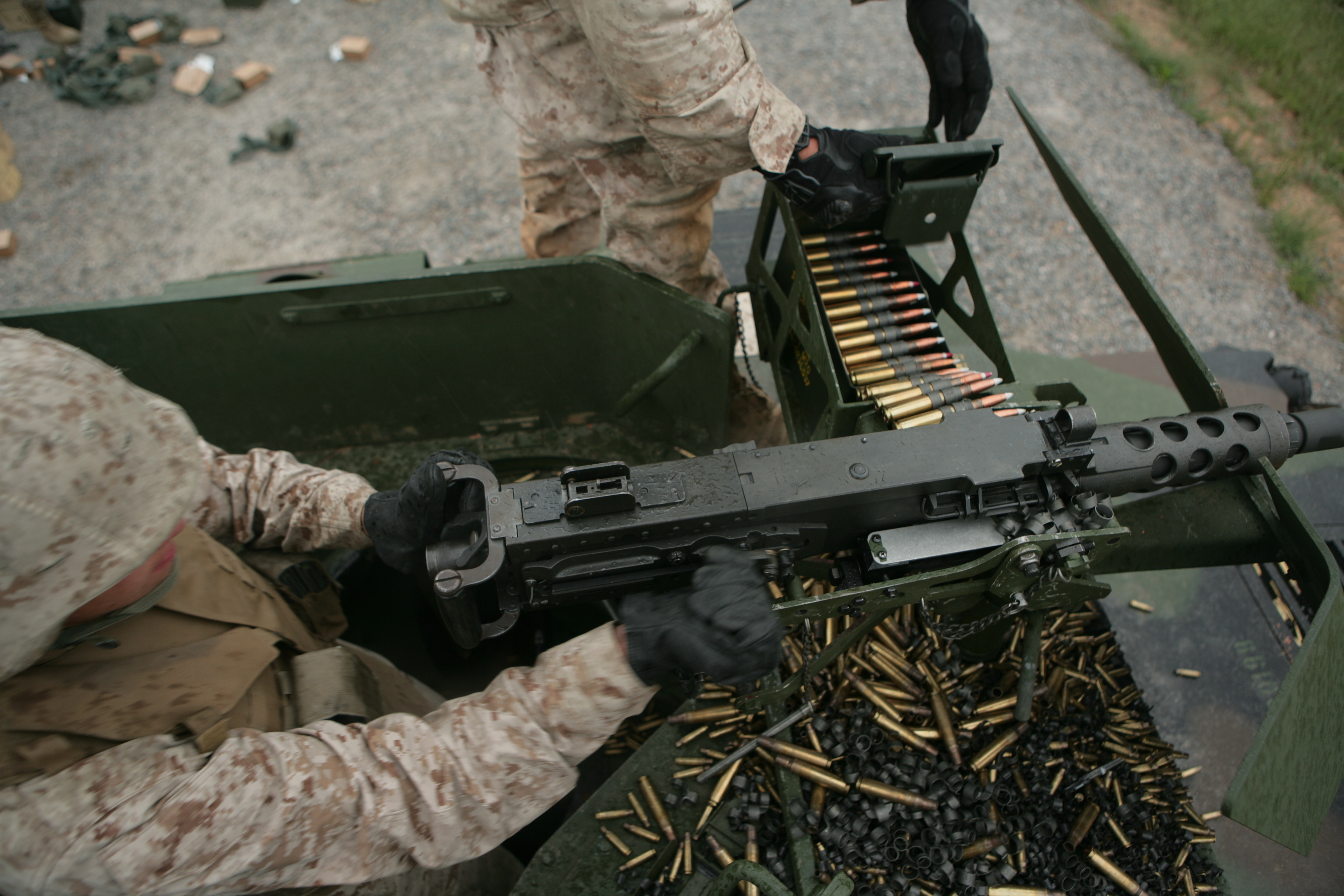
Боєць тягне за руків'я зведення кулемета M2

Руків'я зведення, також відоме як руків'я заряджання або руків'я затвора, це пристрій у вогнепальній зброї, який при докладанні зусиль, відтягує затвор назад, переводить курок/ударник в позицію утримання пружиною ("зводить"), дозволяє стрільцю відкрити затвор та викинути стріляну/погану набій/гільзу з камори, а потім зарядити новий набій з магазина або стрічки за потреби. Відкривання затвора також допомагає стрільцю перевірити патронник зброї на відсутність набоїв або перешкод; усунути затримку, таку як затискання набою, подача двох набоїв, перекос або осічку; для повернення затвора на місце можна використати довідник затвора (але не обов'язково); а також для вивільнення затвора заблокованого в задній позиції механізмом "утримання затвора в відкритому положенні після останнього набою".

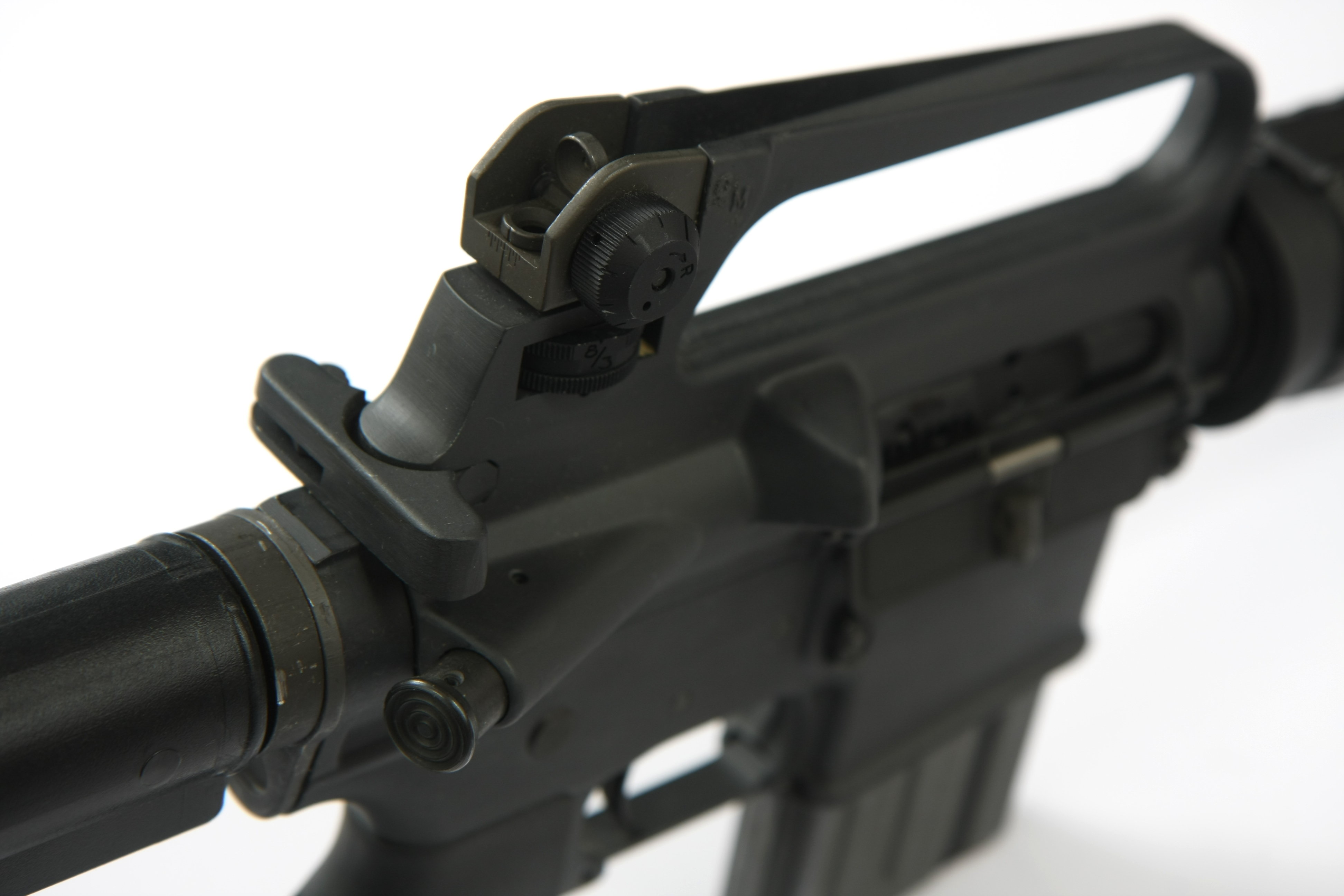
Colt/Armalite - T-подібне руків'я зведення позаду і нижче цілика, з довідником затвора нижче і праворуч

Такі пристрої в кожній зброї мають свій вигляд, але можуть бути у вигляді невеликого виступу або гачка збоку затвора, помпової цівки або важеля. Затворна рама пістолета виконує таку саму функцію, що й руків'я зведення.

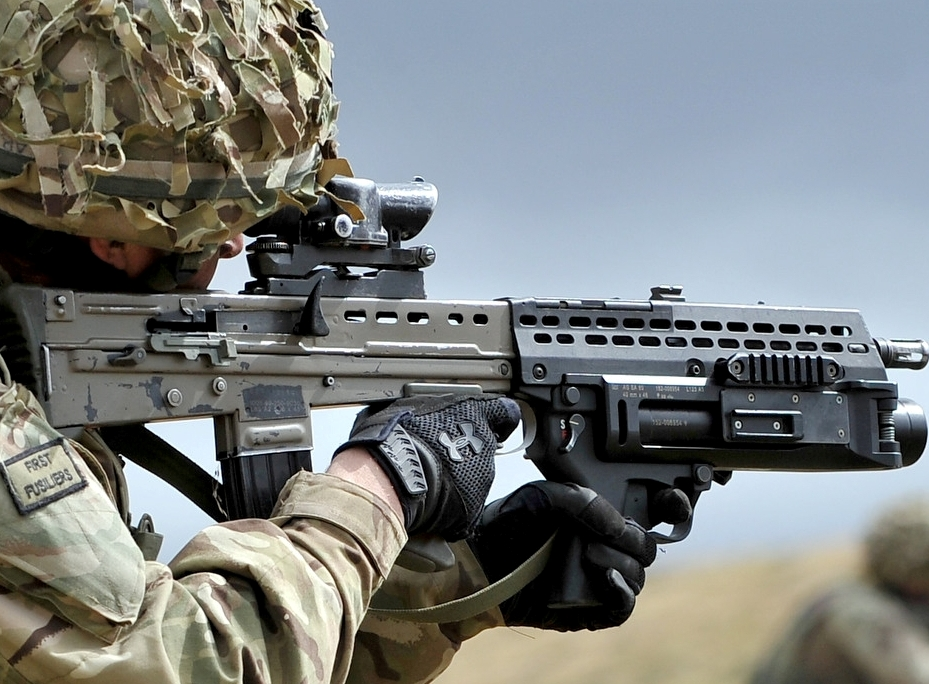
Руків'я зведення (під прицілом) L85A2 (серія SA80)

При розробці руків'я зведення варто враховувати міцність та ергономічність пристрою. При важкому навантаженні, повторювані рухи руків'я можуть призвести до втоми металу, і щоб уникнути поломки деталей, в конструкціях намагаються збільшити середній час між відмовами. До того ж руків'я заряджання повинні легко та комфортно захоплюватися рукою стрільця, навіть якщо стрілець одягнув рукавички або інше захисне спорядження, яке може обмежувати його спритність. Прикладом ергономічності конструкції можуть слугувати британські гвинтівки серії SA80 де на руків'ї зведення нанесено канавки під пальці; це забезпечує додаткове зчеплення при заряджанні зброї, не дозволяючи затвору вислизнути з руки стрільця до повного відтягнення затвора назад.
Руків'я зведення можуть бути зворотно-поступальними та безповоротно-поступальними. Перевагою першого типу є те, що стрілець контролює рух затвора і затворної рами. Це дозволяє використовувати велику силу для заряджання або викидання збійних набоїв. Проте, це додає додаткову, частину, яка швидко рухається, на корпусі зброї і може обмежувати маневреність при використанні зброї.